# Escaphiella aratau
Escaphiella aratau là một loài nhện trong họ Oonopidae.
Loài này thuộc chi Escaphiella. Escaphiella aratau được miêu tả năm 2009 bởi Norman I. Platnick & Dupérré.